# Francisco Calvet
Francisco Calvet Puig (Sant Joan Despí, 29 settembre 1922 – Barcellona, 30 novembre 2001) è stato un calciatore spagnolo, di ruolo difensore.

## Palmarès

### Competizioni nazionali
- Campionato spagnolo: 4

Barcellona: 1944-1945, 1947-1948, 1948-1949, 1951-1952
- Coppa di Spagna: 3

Barcellona: 1941-1942, 1950-1951, 1951-1952
- Coppa Eva Duarte: 2

Barcellona: 1947-1948, 1951-1952

### Competizioni internazionali
- Coppa Latina: 2

Barcellona: 1949, 1952